# Batalla de Athenry (1316)
La Segunda Batalla de Athenry tuvo lugar el 10 de agosto de 1316 durante la campaña de Edward Bruce en Irlanda
El número conjunto de los efectivos puestos sobre el campo es desconocido, y únicamente podemos estimarlo; aunque es dudoso que las cifras superen los siete mil hombres (y este número debe manejarse con cautela), la lista de participantes sólo en el bando irlandés indica que fue una batalla de proporciones elevadas.

## Resultado
Rickard de Bermingham y William Liath de Burgh llevaron a las fuerzas angloirlandesas a la victoria. La victoria constituyó un golpe devastador para las esperanzas de los gaélicos de la provincia de Connacht, aliados del militar escocés Edward Bruce. Entre los fallecidos figuraban Fedlim Ó Conchobair y Tadhg Ó Cellaigh rey de Uí Maine.